# Carl Paul Goerz
Carl Paul Goerz (Brandeburgo sulla Havel, 21 luglio 1854 – Berlino, 14 gennaio 1923) è stato un imprenditore tedesco.
Fu molto noto nei primi decenni del XX secolo per aver prodotto (tra gli ultimi anni del XIX secolo e i primi del XX) alcune delle strumentazioni tecnologiche più avanzate in commercio per la fotografia e l'ottica, pur non essendo un inventore, né uno scienziato.

## Apprendistato e prime esperienze
Egli visse a Brandeburgo fino all'adolescenza. Intorno al 1870, dopo la scuola media, divenne apprendista nell'azienda ottica di Emil Busch a Rathenow, una delle più note del settore ed in particolar modo mise a frutto le proprie esperienze tecniche per diventare rappresentante e venditore di strumenti ottici (l'Ottica Emil Busch costruiva binocoli, telescopi e microscopi di prim'ordine).
Durante i quattro anni del suo apprendistato a Rathenow, Goerz imparò abbastanza per intraprendere un'attività in proprio. Dalla metà degli anni 1870 alla metà degli anni 1880, Goerz ha lavorato in tutta Europa, ma soprattutto a Parigi, come agente di vendita per un certo numero di aziende tedesche del settore dell'ottica, ma in particolare ancora per E. Busch.

Nel 1886 tornò a Berlino e ha aprì la “sua” prima attività commerciale: vendita all'ingrosso di strumenti ottici. Presumibilmente, essi per la maggior parte erano prodotti dalla stessa ditta E.Busch; l'attività si svolgeva in due sole stanze che servivano per la vendita (prevalentemente per corrispondenza) e per il magazzino.

## L'Istituto Ottico C.P.Goerz
Alla morte di Emil Busch, nel 1888, Goerz prese la decisione di creare una propria azienda produttrice di strumenti ottici, che da lui prese nome: Optische Anstalt C. P. Goerz (Istituto ottico C.P. Goerz). All'inizio la sua attività consisteva soprattutto nell'assemblaggio di prodotti prefabbricati o comunque costruiti da altri.
Fin dall'inizio fu fondamentale la sua collaborazione con un suo caro amico, il fotografo e inventore Ottomar Anschütz, che non solo gli vendette (nel 1889) il brevetto del famoso otturatore a tendina che permetteva già allora la velocità di 1/1000 di secondo, ma gli consigliò e suggerì nuovi sistemi da applicare al campo fotografico.
Dal settembre 1888, entra a lavorare con Goerz l'ottico e teorico svizzero Carl Moser, che aveva progettato il famoso obiettivo Lynkeioskop. Dopo la sua prematura scomparsa, nel 1891, gli successe Emil von Hoegh, l'inventore dell'ancor più famoso  Dagor e dell'Hypergon.

Anschutz, Moser e Hoegh sono stati i primi di una lunga serie di inventori, ingegneri e fisici che lavorarono per Goerz; non solo, i migliori e celebri teorici e ottici nella Germania di allora furono coinvolti nella progettazione per conto di questa società, attività che divenne un momento importante della loro carriera.

## Un tipico imprenditore tedesco
Goerz si può considerare un tipico e intraprendente industriale tedesco della fine del XIX secolo. In brevissimo tempo ha costruito una struttura economicamente efficiente, ha installato linee di produzione per strumenti d'avanguardia, ha acquisito o registrato i brevetti per vendere i suoi prodotti in tutto il mondo. Non da ultimo, ha riconosciuto autonomamente ai suoi lavoratori diritti contrattuali che erano all'avanguardia per l'epoca.
Spesso diceva che «l'abilità dell'imprenditore sta nella capacità e competenza dell'assumere gli specialisti giusti per fare le cose». Comunque era sempre lui a prendere l'ultima decisione e, grazie ad un intuto senza pari, quasi tutte le sue scelte industriali nel campo dell'ottica o della fotografia divennero in breve un punto di riferimento fondamentale per l'industria ottico-meccanica.

### Le innovazioni di Goerz
Le macchine fotografiche e gli obiettivi della Goerz sono stati la parte più importante dello sviluppo della fotografia di tra il 1890 e la prima guerra mondiale. La miniaturizzazione delle lastre e delle pellicole (il cui formato passò da 9x12 cm nel 1890 a 4,5x6cm nel 1908) è stata salutata con enorme entusiasmo dai fotografi dilettanti ma allo stesso tempo ha scatenato un feroce atteggiamento di rifiuto da parte della critica, della stampa specializzata e dei giornali.
Facilmente trasportabili, le fotocamere Goerz erano nate per l'uso a mano e non per essere montate sui pesanti cavalletti di allora; le fotocamere pieghevoli a soffietto sono state il cavallo di battaglia della ditta, che nel 1910 rilasciò un altro tipo di fotocamera all'avanguardia con una lente di pre-focalizzata che rendeva ancora più semplice da parte di tutti l'esecuzione di fotografie.
La Goerz continuò sulla strada dell'innovazione e sviluppo nella progettazione e costruzione di nuovi obiettivi fotografici e, dopo aver prodotto, nel 1890, un obiettivo un aplanatico come il Lynkeioskop, proseguì entrando in concorrenza con ditte affermate come Zeiss, Voitglander, Dallmeyer, Busch GmbH e altre. Nel 1893 entra in produzione un obiettivo per dagherrotipi che divenne un grande successo; 30.000 unità vendute in tre anni, e dal 1911 la produzione raggiunse i 300.000 pezzi. Nel 1900 la Goerz progetta e costruisce l'Hypergon, che ancora oggi è ricordato come uno dei più importanti obiettivi della storia in quanto, pur essendo un aplanatico consentiva un angolo di ripresa di 135-140°, senza alcuna distorsione o aberrazione sferica. Allo stesso tempo, Goerz incontrò il successo in tutto il mondo per la costruzione e distribuzione su larga scala binocoli prismatici “Trieder”, di proiettori di diapositive a colori e di particolari strumenti ottici simili a periscopi ma destinati ad impiego terrestre (perlopiù militare) chiamati Panorama-Fernrohr (telescopio panoramico).
Il successo della società in quegli anni era dovuto a quell'abilità del fondatore e dei suoi tecnici che erano aperti a qualsiasi novità  e invenzione riguardasse la fotografia e l'ottica. Per fare alcuni esempi, già dai suoi albori, nel 1888, produsse e vendette un esposimetro fotografico. Dal 1890 in poi, fu il primo e unico costruttore dell'otturatore a tendina progettato da Anschutz, che naturalmente comportò la predisposizione di tutta una serie di macchine fotografiche che lo utilizzavano: la sua presenza nell'apparecchio fotografico era individuato dal nome “Ango”, parola composta dalle prime sillabe di Anschuetz e d di Goerz.
Nel 1905 fu distribuito il primo proiettore al mondo per diapositive colori, progettato da Adolf Miethe che era composto da tre lastre. Ebbe un grande successo e se ne fecero grosse vendite comprendenti una lunga serie di dispositivi e accessori correlati. Della sua collaborazione con Joseph Arthur Berson, nasce una lunga serie di “BalloKamera” che erano una specie di fotocamera ermetica, che sarà seguita da un nutrito numero di fotocamere Balloon con relativi ricambi (fino a il 1913).
Nel 1907, la Goerz propose per la prima volta al mondo l'utilizzo di un filtro giallo per la fotografia di paesaggio, producendo filtri con tre tonalità di colore e vari diametri per l'abbinamento a varie fotocamere.
Con il 1908 Goerz costruisce una delle prime fotocamere per riprese notturne e con obiettivi e otturatori a tendina specificamente studiata per il fotogiornalismo.

### Goerz e le maestranze
C.P. Goerz era particolarmente sensibile all'aspetto umano dei suoi successi, probabilmente questa sua dote derivava dai suoi trascorsi da apprendista, di persona che "si era fatta da sola" e che era partita dal basso. Il desiderio di coinvolgere anche le sue maestranze nei successi lo portava ad andare incontro alle loro esigenze, quindi non stupisce che già dal 1894 avesse autonomamente e senza manifestazioni sindacali, allora pressoché sconosciute, accolto un orarrio di lavoro di 8 ore giornaliere per un totale di 48 ore settimanali. Ancora più scalpore fece l'iniziativa di pagare due settimane di ferie all'anno a tutti i suoi dipendenti. Queste innovazioni si sarebbero applicate in Germania, per legge, solo molti decenni dopo.

## La sede a Fridenau
Dopo i primi anni in piccoli edifici, la società cresceva nel numero dei dipendenti e il 30 ottobre 1897 si trasferì nella nuova sede nel quartiere di Friedenau a Berlino, in uno splendido nuovo edificio di 5 piani in stile gotico e con 60 metri di fronte strada.
La ditta si era ormai qualificata nella produzione di vetri ottici, di pellicole e lastre, così come di macchine fotografiche, obiettivi e binocoli. Inoltre con il lancio di diversi prodotti per uso militare, dopo il 1905, nacque la necessità dell'apertura di un certo numero di filiali in Europa, nel Regno Unito, e negli Stati Uniti. Queste filiali comprendevano le linee di produzione così come uffici di distribuzione e rappresentanza: le sedi erano dislocate a New York, Londra, Parigi, Vienna, Bratislava e Milano.
Nel 1917 la società giungeva all'apice della sua importanza, con più di 10.000 dipendenti.  Sopravvisse anche alla sconfitta degli Imperi centrali nel 1918, e soprattutto a alla depressione del 1920 che seguì al trattato di Versailles. Comunque anche se la GOERZ resisteva bene al momento di crisi, non poteva evitare le riduzioni drastiche di produzione imposte dal trattato, che imponeva severe regole alle ditte che erano state fornitori militari dell'esercito uscito perdente dalla prima guerra mondiale.

## La Goerz dopo la morte del fondatore
Carl Paul Goerz morì il 14 gennaio del 1923. Non avendo successori solo tre anni più tardi (1926) la società partecipò alla fusione che interessò quattro ditte tedesche, tra le quali la Zeiss di Jena. Il nuovo marchio si chiamò Zeiss-Ikon ed è ancora oggi conosciuto in tutto il mondo.
Nell'anno della morte di Goerz fu lanciata una fotocamera di nome Tengor, che fu anche la prima ad essere completamente trasferita nella nuova società ZEISS-IKON ed è stata prodotta fino al 1950.
Altri prodotti con il marchio Goerz sono stati prodotti fino agli anni settanta dalla Goerz statunitense che già dalla morte del proprietario aveva avuto vita autonoma in America. Ancora oggi si trovano moltissimi binocoli, obiettivi, fotocamere e qualche telescopio che evidenziano l'altissimo grado di innovazione tecnologica dell'azienda fondata da Carl Paul Goerz.